# Alto Ocidental (Gana)
Alto Ocidental é uma região de Gana. Sua capital é a cidade de Wa.

## Distritos
A Região de Alto Ocidental de Gana contém 8 distritos:
- Jirapa/Lambussie
- Lawra
- Nadowli
- Sissala Oriental
- Sissala Ocidental
- Wa Oriental
- Wa Municipal
- Wa Ocidental

## Demografia
| 1960    | 1970    | 1984    | 2000    | 2010    |
| 288.706 | 319.865 | 438.008 | 576.583 | 702.110 |